# Cainia graminis
Cainia graminis är en svampart som först beskrevs av Niessl, och fick sitt nu gällande namn av Arx & E. Müll. 1955. Enligt Catalogue of Life ingår Cainia graminis i släktet Cainia,  och familjen Cainiaceae, men enligt Dyntaxa är tillhörigheten istället släktet Cainia,  och familjen Amphisphaeriaceae. Arten är reproducerande i Sverige. Inga underarter finns listade i Catalogue of Life.